# أندريه دي كوك
كان أندريه إميل دي كوك (12 يوليو 1880 - 18 يوليو 1964)، من هواة جمع الطوابع البلجيكيين الذين أُضيفوا إلى قائمة هواة جمع الطوابع المتميزين في عام 1947.

## حياته ونشأته
نشأ دي كوك في عائلة ثرية من الطبقة المتوسطة، ودرس القانون في بون قبل أن يعود إلى بلجيكا. ثم أصبح قاضي للصلح. وفي الوقت نفسه، بصفته عضوًا في المجلس البلدي، كرّس مهاراته بإيثار لخدمة منظمة الصليب الأحمر البلجيكي، وكان سكرتيرًا لقسم الصليب الأحمر في خنت من عام 1907 إلى عام 1919. وخلال الحرب العالمية الأولى، شغل مؤقتًا منصب مدير المستشفى العسكري في مسقط رأسه.
حتى في سن مبكرة، انخرط بشكل مكثف في هواية جمع الطوابع، لا سيما في توصيل الرسائل إلى الكونغو البلجيكية. ولذلك، كان من حسن حظهِ أنه أصبح في عام 1919 سكرتيرًا خاصًا للكونت ليبينز، الحاكم العام للكونغو البلجيكية آنذاك. مكّنه ذلك من توسيع نطاق أبحاثه. أصبح الكونت ليبينز لاحقًا وزيرًا للبريد في بلجيكا، وأصبح دي كوك جزءًا من طاقمه الخاص. وبمبادرة من دي كوك، افتُتح متحف البريد البلجيكي عام 1936، وعُيّن هو نفسه أول أمين لهُ. تُعدّ مكتبة متحف البريد ومجموعاته الواسعة من الطوابع البلجيكية والأجنبية في بروكسل من أعمال دي كوك.
كان دي كوك غزير الإنتاج، ولم يقتصر على عملهِ كأمين. وتُعد أعمالهُ الأدبية في مجال هواة جمع الطوابع جديرة بالملاحظة بشكل خاص. ويُمثل عمله المتميز "الكونغو البلجيكية وطوابعها البريدية" عملاً ضخماً في أدب هواة جمع الطوابع، لم يُضاهَه أحدٌ قط، ويشكل أساساً للبحث في هذا المجال الخاص من جمع الطوابع.
كان أيضاً عضواً في لجان تحكيم في العديد من معارض الطوابع الدولية، وعضواً في لجنة هواة جمع الطوابع التابعة للحكومة البلجيكية. وقد نال ميداليات ذهبية عن مجموعاته الخاصة في معارض الطوابع خمسين مرة.
وشملت الجوائز الأخرى التي نالها عن أنشطته في هواة جمع الطوابع وسام ليوبولد، ووسام التاج، وصليب الاستحقاق (1914-1918)، وعضوية الأكاديمية الفرنسية لهواة جمع الطوابع، وجائزة النمسا، وشهادة رابطة هواة جمع الطوابع المتميزين. ولقد وضعت صورته على طابع بريدي لإمارة ليختنشتاين من عام 1972 (دليل ميشيل رقم 571)، كطابع من المجموعة المسماة "رواد علم الطوابع الثالث".

## روابط خارجية
- أندريه دي كوك على طابع بريدي لإمارة ليختنشتاين